# South Moreton
South Moreton is een civil parish in het bestuurlijke gebied South Oxfordshire, in het Engelse graafschap Oxfordshire met 420 inwoners.